# 23-mm-Flugabwehrkanone SU-23
Bei der SU-23 (russisch ЗУ-23, aufgrund der englischen Transkription auch ZU-23) handelt es sich um eine gezogene Flugabwehrkanone aus sowjetischer Produktion.

## Technik

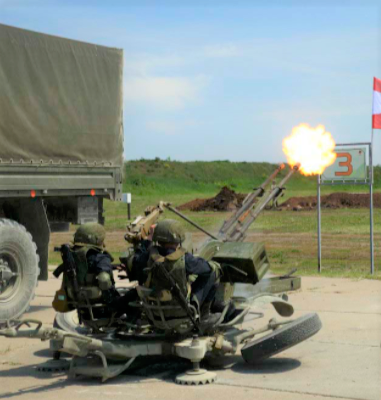
Eine Salve aus der Flugabwehrkanone ZU-23

Die Entwicklung der SU-23 begann in den späten 1950er-Jahren. Das Geschütz sollte zur Verteidigung von Truppenansammlungen und stationären Einrichtungen gegen niedrig fliegende Flugzeuge und Hubschrauber dienen, eingeschränkt auch als Panzerabwehrkanone gegen Bodenfahrzeuge. Die Waffe besteht aus zwei parallel montierten 23-Millimeter-Maschinenkanonen des Typs 2A14 auf einem zweirädrigen Fahrgestell, das vor allem für das Anhängen an Lkw gedacht ist. Entwicklungsmodelle umfassten zudem ein- und vierläufige Varianten, die jedoch nie in Streitkräften eingesetzt wurden. Das Fahrgestell beruht auf dem Vorgängermodell SPU-2 (ZPU-2). In Gefechtsposition werden die Räder abgeklappt, so dass die Unterseite des Geschützes auf dem Erdboden aufliegt. Der Umbau von Marsch- zu Gefechtsfunktion soll innerhalb von 30 Sekunden möglich sein, in Notfällen auch das Abfeuern des noch auf seinen Rädern stehenden Geschützes.
Zielerfassung und Abfeuern der SU-23 funktionieren manuell. Das Geschütz ist um 360 Grad drehbar. Die opto-mechanische Visiereinrichtung „SAP-23“ bietet eine begrenzte Zielunterstützung. Für den Beschuss von Bodenzielen ist ein Zielfernrohr vorhanden. Die Munition wird beiden Rohren mit Gurten aus jeweils einem 50 Schuss fassenden Behälter zugeführt. Das Geschütz verwendet panzerbrechende und hochexplosive Geschosse. Von der SPU-2 unterscheidet sich die Kanone vor allem durch ihre Mündungsfeuerdämpfer.
1960 wurde die SU-23 bei der Sowjetarmee in Dienst gestellt. Dort wurde sie nicht nur gezogen eingesetzt, sondern auch fest auf verschiedene Lastwagen sowie den Schützenpanzern MT-LB sowie BTR-DG montiert und von dort eingesetzt.
Das Geschütz ist in verschiedenen Varianten derzeit bei rund 20 Streitkräften im Einsatz.

## Varianten

### Sowjetunion
- SU-23 – Ursprungsversion
- SU-23M – Version mit modernem Zielsystem (Laser-Entfernungsmesser, Opto-Mechanik und Anschlüssen für TV- und Wärmesuch-Zielelektronik)

### Polen

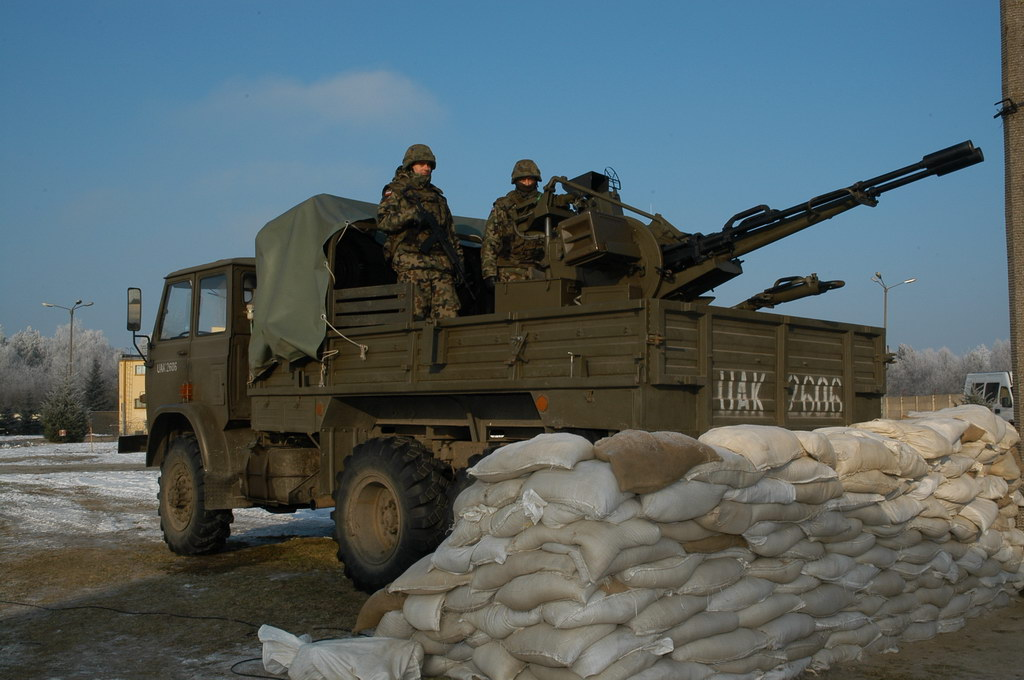
Hibneryt-Variante

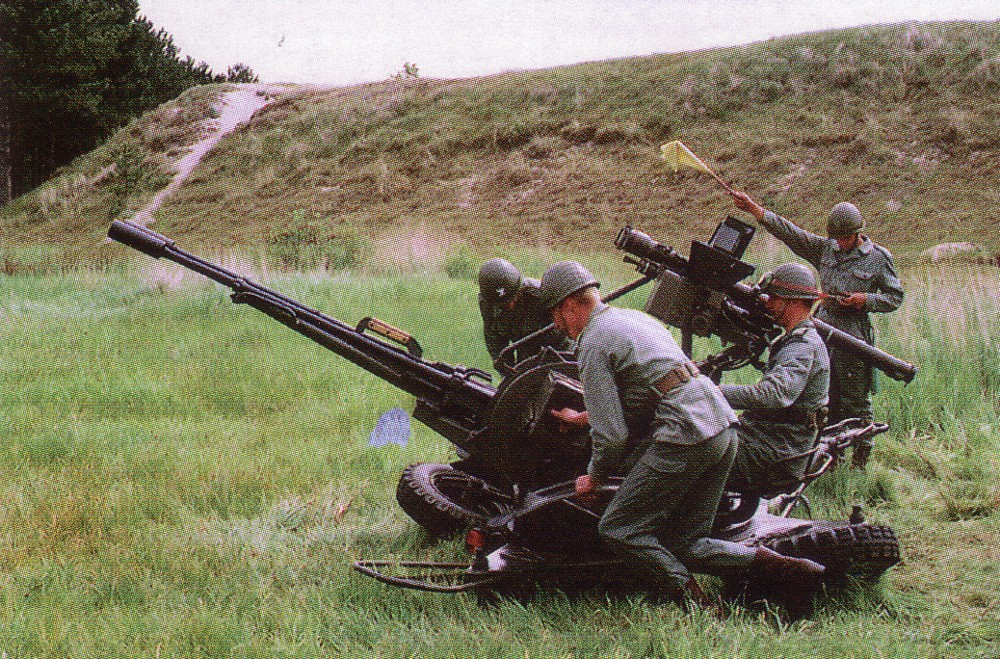
Polnische ZUR-23-2S Jod

- SU-23-2 – Aufgerüstete Basisversion mit elektro-optischer Zieleinrichtung und Elektromotor zum Drehen des Geschützes
- ZUR-23-2S Jod – SU-23-2 mit doppelter Startvorrichtung für Flugabwehrraketen des Typs 9K32 Strela-2M
- ZUR-23-2KG Jodek-G – SUR-23-2S mit verbesserter Optik und doppelter Startvorrichtung für Flugabwehrraketen des Typs „Grom“
- SU-23-2MR – SUR-23-2S für den Marine-Einsatz
- Hibneryt – Lkw-montierte Version mit größerem Munitionsvorrat und verbesserten Motoren für das Drehen des Geschützes

### Finnland
- 23 ItK 95 – Verbesserungen gegenüber der Basisversion

### China
- Type 85 – Nachbau der SU-23-2
- Type 87 – Nachbau der SU-23-2 für 25-Millimeter-Munition

## Nutzer

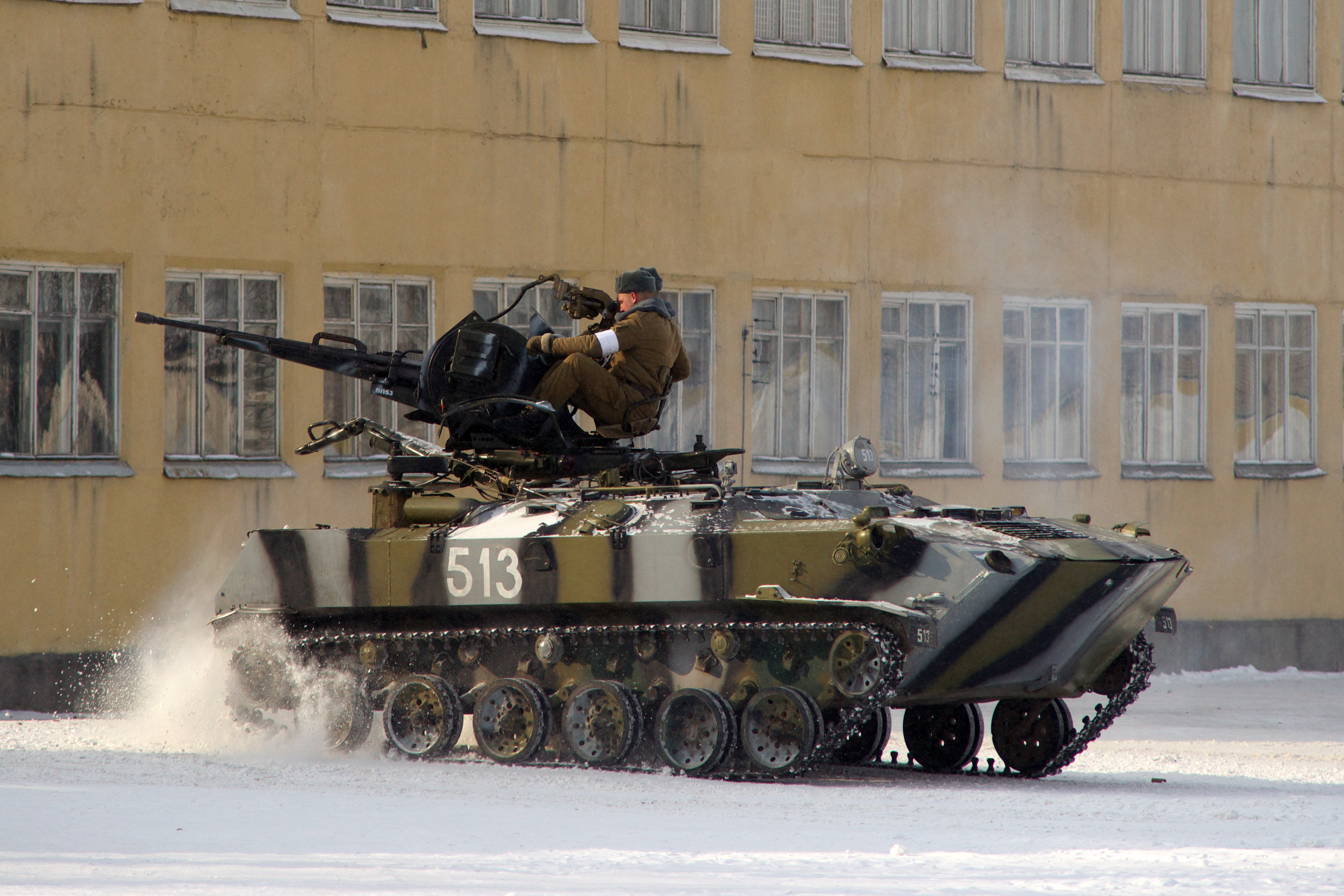
Belarussischer BTR-D mit ZU-23-2

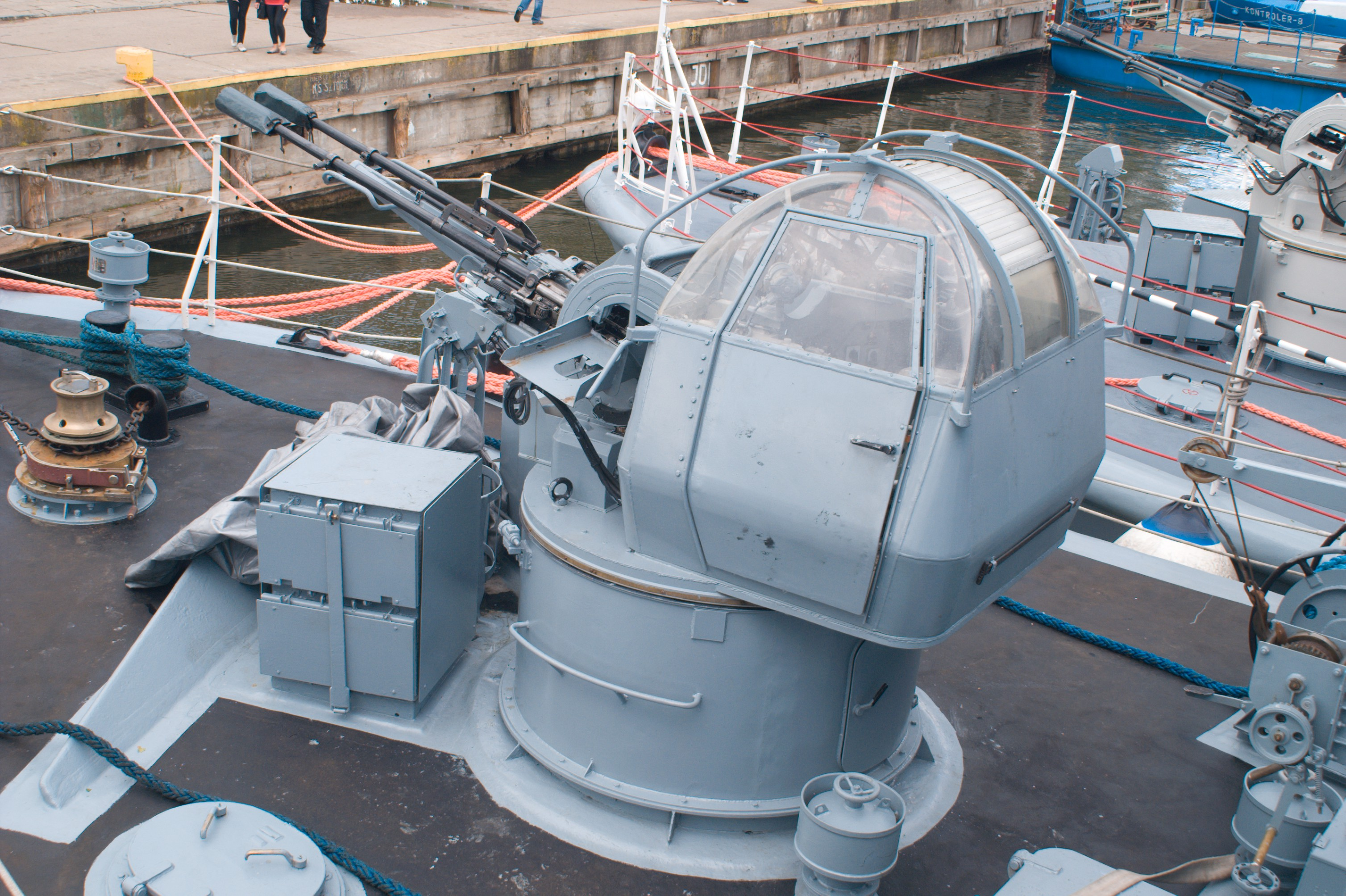
Polnische ZU-23-2M Wróbel

- Ägypten – 220 in Ausgangsversion und 350 mit Radar
- Äthiopien – 10
- Algerien – 60
- Armenien
- Bangladesch
- Bosnien und Herzegowina – 19
- Bulgarien – 128
- Volksrepublik China
- Deutsche Demokratische Republik – u. a. Volksmarine (30 KTS-Boote), Landstreitkräfte[1]
- Estland – 198
- Finnland – 1100
- Gabun – 24
- Georgien – 200
- Griechenland – 523
- Guinea-Bissau – 16
- Indien – 800
- Indonesien
- Iran
- Jemen – 200
- Kambodscha
- Kap Verde – 8
- Kuba
- Laos – 2
- Libanon
- Libyen – 450
- Marokko – 160
- Moldau
- Mongolei
- Mosambik – 150
- Nicaragua – 20
- Nigeria – 20
- Pakistan – 500
- Peru – 30
- Polen – 408
- Russland
- Serbien
- Simbabwe – 5
- Sri Lanka
- Tansania – 40
- Uganda – 5
- Ukraine
- Ungarn
- Vietnam